# 移動障壁
移動障壁（いどうしょうへき）とは経営学用語の一つで、企業が属している戦略グループから別の戦略グループに移動する際に生じる障壁のことを言う。例えば、安価な商品を主に扱っているディスカウントショップが高級品を扱う商店へと移動しようとした際に生じる、改装、広告、仕入れルート確保などが移動障壁となる。